# Мумаказе
Мумаказе (тур. mum – восак, свећа; енгл. candle wick trimmer, срп. усекач) - направа за сечење фитиља свеће на оптималну дужину како би пламен давао највише светлости. Први пут су се појавиле у Европи почетком XIII века, а користе се и данас.

## Употреба
Поставља се питање: зашто је потребно фитиљ сећи прецизно?  Пошто су свеће биле главни извор осветљења, пре употребе лампи и електричних сијалица утврђено је да је пламен најсветлији када је фитиљ дуг око 6 mm, истовремено најмање трепери и дими, а свећа се спорије топи. Фитиљи ранијих епоха захтевали су чешће скраћивање. Да би се одржавала ова оптимална дужина употребљаване су маказе које су на сечиву имале кутијицу у којој се задржавао одсечени део фитиља. Маказе су имале и три ножице које су уздизале врућу кутијицу и спречавале капање воска на подлогу на коју су маказе стављане по сечењу фитиља и омогућавале лакше ослобађање прстију из кружних делова дршки.

## Дизајн
По облику мумаказе прво су доста личиле на обичне маказе и углавном су, пратећи уметмничке правце, биле мање или више китњасте. Понекад су биле раскошне и од племенитих метала (злата и сребра) када су припадале богатим власницима. Изглед мумаказа није се мењао много до почетка XX века када су равне маказе, које су често при сечењу гасиле свећу, замењене маказама са дугим вертикалним делом између сечива и кружних делова дршки. Кратко сечиво и дршке су под 90о на вертикални део. Овакав дизајн прилагођен је посудама у којима су често савремене свеће и које својом дубином премашују њихову висину, па равним маказама фитиљ не би могао да се дохвати. Доње сечиво је лучно проширено и има обод који, када се маказе затворе, са горњим сечивом чини кутијицу за одсечени део фитиља.